# آبخوان

آبخوان یا سفرهٔ آب، آب‌زا (به انگلیسی: aquifer) قسمتی از پوستهٔ زمین است که سوراخ‌ها یا خلل و فرج سنگ‌های آن از آب مملو و اشباع شده باشد. معمولاً منافذ و سوراخ‌های سنگ‌ها بر اثر بارندگی‌های ممتد از آب پر شده و با رسیدن به سطح غیرقابل تراوشی مانند سنگ‌های رسی در همان‌جا متوقف می‌گردد و به شکل چشمه‌سارهای مختلفی در سطح زمین آشکار می‌شود. بدیهی است متناسب با خارج شدن آب از این چشمه‌ها سطح آب‌های زیرزمینی افت کرده و پائین می‌رود. قاعدتاً سطح آب‌های زیرزمینی در فصل‌های مرطوب بالا آمده و برعکس در فصل‌های خشک پائین می‌رود ولی هیچگاه از سطح معینی بالاتر یا پائین‌تر نخواهد رفت. پائین‌ترین سطح آب زیرزمینی هر منطقه را سطح آب دائمی آن منطقه می‌نامند.
آبخوان یا سفرهٔ آب زیرزمینی یک لایهٔ آبدار زیرزمینی است که در لایه‌های تحکیم نیافته (گراول، ماسه و سیلت) یا در سنگ‌های دارای درز و شکاف ایجاد می‌شود. این آب می‌تواند از طریق چاه بهره‌برداری شود. آبخوان ناتراوا و آبخوان کم‌تراوا، نام‌های است که به لایه‌های آبدار با درجات مختلف قابلیت آب دادن و ذخیره‌سازی داده می‌شود.

## برخی تعاریف
- آبخوان آزاد[۷][۸] آبخوانی است که فشاری بر سطح ایستابی آن وارد نمی‌شود.
- آبخوان تحتِ فشار:[۹][۱۰] آبخوانی است که فشار آب زیرزمینی در آن از فشار جوّ بیشتر است.
- آبخوان کم‌تراوا: واحد زمین‌شناختی سیرشده‌ای را که در شرایط هیدرولیکیِ عادی آب چندانی از آن نمی‌گذرد آبخوان کم‌تراوا می‌گویند.[۱۱]

## تئوری‌های مربوط به منشأ آب‌های زیرزمینی
برای منشأ آب‌های زیرزمینی تئوری‌های متعددی بیان گردیده است که از همه مهم‌تر تئوری نفوذ آب در زمین است. قسمت بزرگی از آبی که به صورت برف و باران به زمین می‌رسد در زمین نفوذ کرده و پس از برخورد با سنگ‌ها و طبقات غیرقابل نفوذ مخازن آب‌های زیرزمینی را می‌سازند. این تئوری را نخستین بار فیزیکدانی فرانسوی به نام ماریوت، در قرن ۱۸ میلادی بیان گردید و پس از چندی لومونوسوف آن را تأیید کرد. با این توصیف که ترکیب شیمیایی این آب‌ها پس از نفوذ در زمین ثابت نمی‌ماند و بر حسب سنگی که در آن جریان یافته است تغییر می‌یابد.
تئوری فوق مدتی مورد پذیش بود ولی در مورد آب‌هایی که در مناطق مختلف زیرزمینی محبوس بودند بدون این که در آنجا بارش آسمانی قابل توجهی دیده شده باشد، درست نبود؛ لذا در پایان سدهٔ ۲۰ ولگر تئوری تازه‌ای ارائه کرد. این تئوری منشأ آب‌های زیرزمینی را از طریق آب‌های نفوذی قابل قبول نمی‌داند بلکه تشکیل آن‌ها را از تراکم بخار آب موجود در هوا که در بین ذرات و خلل و فرج سنگ‌ها نفوذ می‌کند استنباط می‌نماید؛ بنابراین تئوری جدیدی به نام تئوری تراکم آب به وجود می‌آید.
این تئوری به شدت از طرف اکثر دانشمندان انتقاد می‌شود و آن را غیرواقعی اعلام می‌دادند زیرا که بخار آب موجود در فضا به اندازه کافی نیست که بتواند مستقلاً منابع عظیمی از آب‌های زیرزمینی را تشکیل دهند.
در اوایل قرن ۲۰ تئوری دیگری به نام تئوری آب‌های ابتدایی توسط یک نفر دانشمند اتریشی به نام E Suess ارائه داده می‌شود که از طرف بسیاری از آبشناسان استقبال می‌گردد. طبق این تئوری بخارها و گازهایی که از ماگما در اعماق زمین برمی‌خیزد با نزدیک شدن به سطح زمین متراکم شده و به صورت آب ابتدایی پدیدار می‌گردند. تجربیات کافی امروزه این نظریه را نیز رد می‌کند.
سرانجام تئوری آب‌های فسیل مطرح می‌شود. در این تئوری آب‌های زیرزمینی نواحی عمیق به باقی‌مانده آب‌های حوضه‌های قدیمی که در زیر رسوبات مدفون شده‌اند ربط داده می‌شود. پس از اظهار نظر آبشناسان ممالک مختلف و بررسی تئوری‌های فوق، قریب به اتفاق متخصصین تئوری اول یعنی تئوری آب‌های نفوذی را در مورد آب‌های زیرزمینی قابل قبول می‌دانند.
نفوذ آب در زمین تا برخورد به قشرهای نفوذ ناپذیر ادامه می‌یابد. به محض این که آب‌ها به این قبیل لایه‌ها رسیدند و جریان آن‌ها از هر طرف متوقف گردید در خلال حفره‌های سنگ‌ها جمع شده و سفره‌های آبدار یا مخازن زیرزمینی آب را تشکیل می‌دهند.
چون غالباً در اعماق زمین طبقات نفوذ پذیر و غیرقابل نفوذ به‌طور متناوب قرار دارند، لذا ممکن است در ناحیه‌ای از زیرزمین چندین سفره آبدار بر روی یکدیگر وجود داشته باشند. بالاترین سفره‌های آبدار زمین را که نزدیک به سطح زمین است و چاه‌های معمولی به آن می‌رسد سفره‌های آب سطحی یا مخزن چاه‌ها می‌نامند و سفره‌های زیرین را آب‌های عمیق و مخصوصاً آن‌هایی که در اعماق زیادتر قرار دارند آب‌های محصور یا سفره‌های محاط می‌خوانند. مخازن سطحی آب‌های زیرزمینی با تغییر بارش و درجه گرمای بیرون بسیار تغییر می‌کند. از همین رو مقدار آب چاه‌هایی که از این مخازن تغذیه می‌نمایند سریعاً کم و زیاد می‌شود.
در صورتی‌که چاه‌های عمیق که از مخازن عمیق‌تر زمین (منطقه اشباعی دائم) آب می‌گیرند مقدار آبشان چندان تغییر نمی‌نماید. به علاوه از نظر بهداشت هم آب چاه‌های عمیق (مخصوصاً در نواحی مسکونی) پاک تر از آب چاه‌هایی است که به مخازن سطحی مربوط می‌شوند. عوارض خارجی سطح زمین باعث می‌شود که سطح ایستایی آب‌های زیرزمینی افقی نباشد. آنان که در مجاورت دره‌ها که نیروی جذب سنگ‌های مخزن کمتر است و از مقاومت در مقابل مسیر جریان آب در داخل زمین کسر می‌شود سطح ایستایی پایین‌تر قرار می‌گیرد، بدین ترتیب سطح ایستایی آب‌های زیرزمینی عموماً در کنار دره‌ها انحنا پیدا می‌کند و تحدب سطح مزبور به سمت بالا می‌رود. همان طوری‌که برجستگی‌های سطح زمین باعث تقسیم آب‌های سطحی از یکدیگر است، چین‌خوردگی لایه‌های غیرقابل نفوذ در اعماق زمین هم وسیله جدا بودن حوضه‌هایی از سفره‌های آبدار زیرزمین می‌گردد و باعث می‌شود تغییرات آب یک مخزن در مخزن مجاور مؤثر نباشد.